# Dessine-moi un mouton
Singles de Mylène Farmer
Innamoramento
(2000) L'histoire d'une fée, c'est...
(2001)
Dessine-moi un mouton (Live) est une chanson de Mylène Farmer, sortie en single le 5 décembre 2000 en tant que premier extrait de l’album Live Mylenium Tour.
Ce titre figure également en version studio sur l'album Innamoramento. 
Sur une musique rock composée par Laurent Boutonnat, Mylène Farmer écrit un texte faisant référence au Petit Prince d'Antoine de Saint-Exupéry, dans lequel elle regrette que la perception du monde lorsque l'on devient adulte manque cruellement d'imagination.
Le clip, réalisé par François Hanss, n'est autre que l'interprétation du titre lors du Mylenium Tour, filmée en septembre 1999 à Bercy, pour laquelle la chanteuse est assise sur une balançoire représentant le dieu Thot et entourée de huit danseurs.
La chanson connaît le succès en France, atteignant la 6e place du Top 50 et permettant à l'album et à la vidéo Mylenium Tour d'enregistrer des records de vente dès leur sortie.

## Contexte et écriture
En avril 1999, Mylène Farmer sort l'album Innamoramento, écoulé à plus d'un million d'exemplaires et soutenu par cinq singles qui se classent tous dans le Top 10 (L'Âme-Stram-Gram, Je te rends ton amour, Souviens-toi du jour..., Optimistique-moi et Innamoramento).

Cet album donne également lieu à une tournée triomphale, le Mylenium Tour, qui se déroule de septembre 1999 à mars 2000, menant la chanteuse jusqu'en Russie.

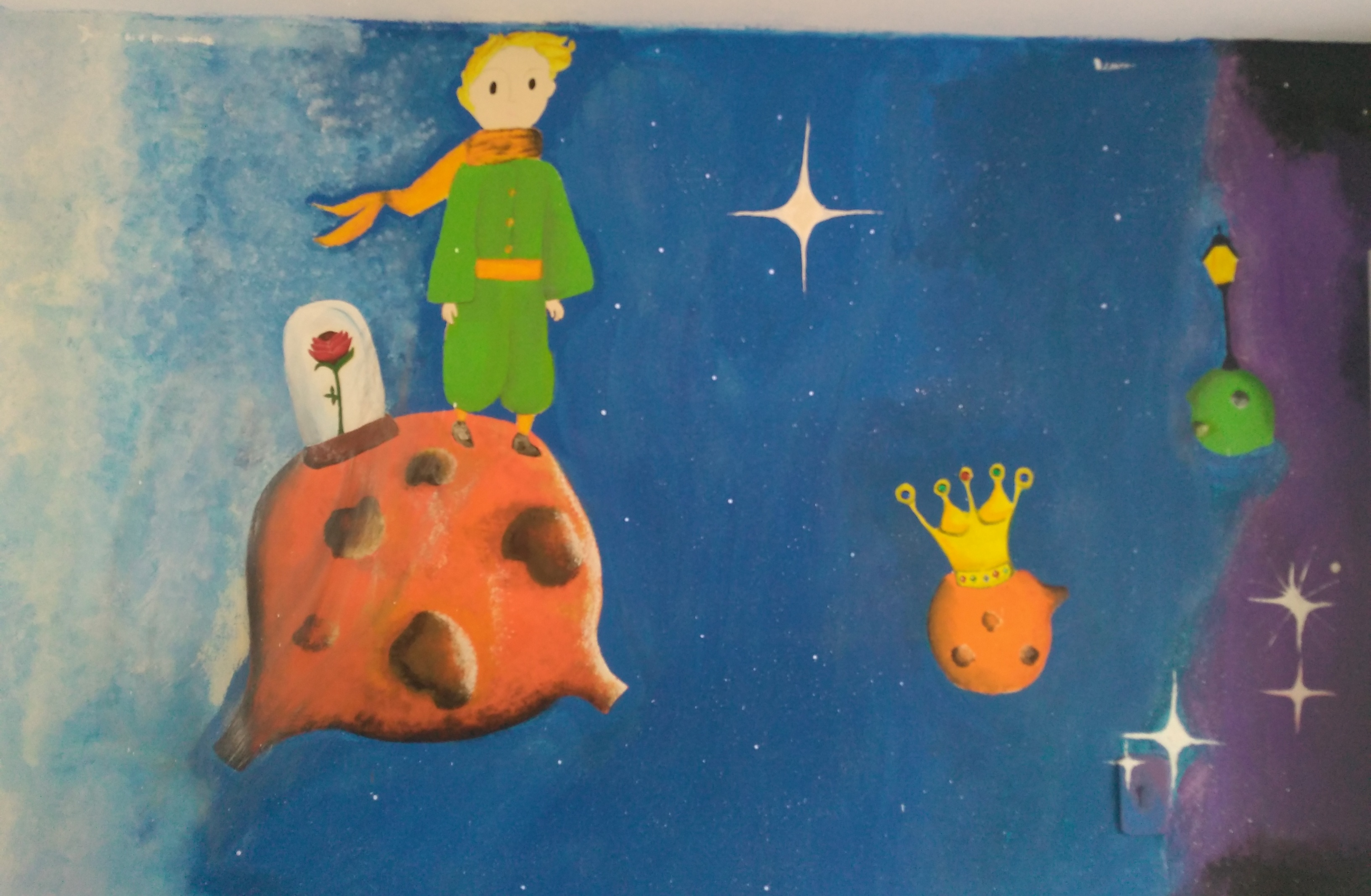
Tableau représentant Le Petit Prince d'Antoine de Saint-Exupéry.

Alors qu'elle écrit Gourmandises, le premier album d'Alizée qui fait suite à l'énorme succès de Moi... Lolita, Mylène Farmer travaille simultanément sur l'album Live du Mylenium Tour.
En guise de premier extrait de cet album Live, elle choisit Dessine-moi un mouton, un titre rock composé par Laurent Boutonnat et présent sur l'album Innamoramento.
Dans ce texte faisant ouvertement référence au conte Le Petit Prince d'Antoine de Saint-Exupéry (dont est extraite la phrase « S'il te plaît, dessine-moi un mouton »), la chanteuse regrette que la perception du monde lorsque l'on devient adulte manque cruellement d'imagination (« Quelle solitude d'ignorer ce que les yeux ne peuvent pas voir », « Le monde adulte, isolé, un monde abrupt », « Le ciel est vide sans imagination ») et envie l'innocence et la rêverie de l'enfance (« Redevenir l'enfant que nous étions », « Mais je jure que le monde est à moi »).

## Sortie et accueil critique
Le single sort le 5 décembre 2000 (le même jour que l'album Live du Mylenium Tour), avec une photo de Mylène Farmer en gros plan, extraite du spectacle. Sur le CD Single, figure la version Live de Dernier Sourire, une chanson qui était en face B du 45-tours de Sans Logique, en 1989.
Les supports du Maxi CD et du Maxi 45 tours sont illustrés, pour la première fois, par des dessins de Mylène Farmer.
Elle utilisera de nouveau ce type de dessins par la suite, notamment pour illustrer le clip C'est une belle journée et le livre Lisa-Loup et le Conteur.

### Critiques
- « Un titre pop-rock très entêtant, spécialement taillé pour la scène. » (Star Club)[3]
- « Une mélodie d'excellente tenue avec son fond de guitares rock. » (Télé Top Matin)[4]
- « Un hit en puissance. » (Flair)[5]
- « Une production énergétique et rebelle. Tubesque. » (Multimédia)[6]

## Vidéo-clip

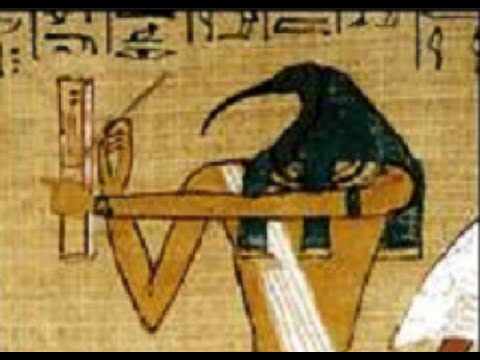
Le dieu Thot.

Réalisé par François Hanss, le clip de Dessine-moi un mouton n'est autre que l'interprétation du titre lors du Mylenium Tour, filmée en septembre 1999 à Bercy.
Vêtue d'une tunique blanche largement ouverte signée par Dominique Borg, Mylène Farmer chante le titre assise sur une balançoire qui s'élève assez haut et dont chaque côté représente le dieu Thot (le dieu de l'écriture dans la Mythologie égyptienne).

Sur scène, huit danseurs exécutent une chorégraphie puis jouent à saute-mouton, avant qu'une pluie de confettis argentés ne s'abatte sur la scène et dans le public.

### Sortie
Le clip est diffusé à la télévision à partir du 15 novembre 2000.
Il s'agit d'une version écourtée par rapport à celle présente sur le DVD du Mylenium Tour, la présentation des musiciens et des danseurs étant tronquée.

## Promotion
Mylène Farmer n'effectue aucune promotion pour la sortie de ce single.

## Classements hebdomadaires
Dès sa sortie, le titre atteint la 6e place du Top Singles, dans lequel il reste classé durant 16 semaines (dont 9 semaines dans le Top 50).

Certaines radios, dont NRJ, diffuseront également le World is Mine Remix, réalisé par Quentin & Visa.
L'album Mylenium Tour, n°1 des ventes dès sa sortie, sera certifié double disque de platine, tandis que le DVD du spectacle battra des records de vente.
| Classement (2000-2001) | Meilleure position |
| ---------------------- | ------------------ |
| Belgique - Wallonie    | 11                 |
| Europe                 | 30                 |
| France (Ventes)        | 6                  |
| France (Radios)        | 27                 |
| Suisse                 | 59                 |

## Liste des supports
| 1. | Dessine-moi un mouton (Live) | Mylène Farmer | Laurent Boutonnat | 4:34 |
| 2. | Dernier sourire (Live)       | Mylène Farmer | Laurent Boutonnat | 4:53 |

| 1. | Dessine-moi un mouton (Live)                                      | 4:34 |
| 2. | Dessine-moi un mouton (World is Mine Remix, par Quentin & Visa)   | 4:53 |
| 3. | Dessine-moi un mouton (Snakebite Beat Mix, par Quentin & Visa)    | 4:42 |
| 4. | Dessine-moi un mouton (Draw Me a Sheep Remix, par Hot Sly & Visa) | 3:53 |

| 1. | Dessine-moi un mouton (World is Mine Remix, par Quentin & Visa)   | 4:53 |
| 2. | Dessine-moi un mouton (Snakebite Beat Mix, par Quentin & Visa)    | 4:42 |
| 3. | Dessine-moi un mouton (Draw Me a Sheep Remix, par Hot Sly & Visa) | 3:53 |
| 4. | Dessine-moi un mouton (Live)                                      | 4:34 |

## Crédits
- Paroles : Mylène Farmer
- Musique : Laurent Boutonnat
- Direction musicale et claviers : Yvan Cassar
- Claviers : Eric Chevalier
- Guitares : Jeff Dahlgren et Brian Ray
- Basse : Jerry Watts
- Batterie : Abraham Laboriel Junior
- Choristes : Johanna Manchee-Ferdinand et Esther Dobong'Na Essienne
- Mixage : Bertrand Châtenet
- Prise de son : Thierry Rogen[16]

## Interprétations en concert
Dessine-moi un mouton n'a été interprété en concert que lors du Mylenium Tour.

## Albums et vidéos incluant le titre

### Albums de Mylène Farmer
| Année | Album          | Version                                     | Durée | Certifications de l'album   |
| 1999  | Innamoramento, | Version Album Instrumental (réédition 2021) | 4:34  | Diamant · Platine · Platine |
| 2000  | Mylénium Tour  | Live 1999                                   | 4:50  | 2 × Platine · Or            |

### Vidéos de Mylène Farmer
| Année | Vidéo                             | Version   | Durée | Certifications de la vidéo         |
| 2000  | Mylénium Tour                     | Live 1999 | 6:40  | Diamant (VHS) · Diamant (DVD) · Or |
| 2021  | Les clips - L'intégrale 1999-2020 | Live 1999 | 4:56  | -                                  |